# Philippe Canaye
Philippe de La Canaye (Parigi, 1551 – Parigi, 25 febbraio 1610) è stato un giurista francese.

## Biografia
Era nato a Parigi, figlio di un avvocato. Viaggiò 15 anni in Germania e in Italia e ad Istanbul. Poi studiò legge e divenne prominente nel parlamento.
Sotto Enrico III di Francia occupò un incarico di consigliere. Enrico IV lo fece ambasciatore in Inghilterra (1586), in Svizzera (1588) e in Germania.
Fu presidente della Camera a Castres nel 1595; e nel 1600 Enrico IV lo nominò giurista alle conferenze di Fontainebleau tra il cardinale Jacques Du Perron per i cattolici e Philippe Duplessis-Mornay per i protestanti. Divenne cattolico nel 1601, precedentemente calvinista.
Dal 1602 fu ambasciatore a Venezia; all'epoca dell'interdetto veneziano risolveva abilmente le divergenze della Repubblica con papa Paolo V.

## Opere
- Extrait des Lettres et ambassade, t. 3, livre 5, Paris, Étienne Richer, 1636
- Lettres et ambassade de messire Philippe Canaye, seigneur de Fresne,... avec un sommaire de sa vie, et un récit particulier du procès criminel fait au maréchal de Biron, Paris, E. Richer, 1635-1636
- L’Organe, c’est-à-dire l'instrument du discours, divisé en deux parties, sçavoir est, l’analytique, pour discourir véritablement, et la dialectique, pour discourir probablement. Le tout puisé de l'″Organe″ d'Aristote, Genève, Jean de Tournes, 1589
- Remonstrances et discours faicts et prononcez en la Cour et Chambre de l'édict establie à Castres d'Albigeois, pour le ressort de la Cour de Parlement de Tholose, par messire Philippe Canaye, seigneur de Fresnes,... et président en laditte Cour, Paris, J. Périer, 1598
- Le Voyage du Levant : de Venise à Constantinople, l’émerveillement d’un jeune humaniste (1573), translation with notes by Henri Hauser, Ferrières, Éd. de Poliphile, 1986 ISBN 2-86888-009-6